# Afon Tywi
Der Afon Tywi (englisch River Towy) ist ein Fluss in Wales. Mit 110 km Länge gilt er als längster Fluss, der vollständig durch Wales fließt.

## Geographie
Der Tywi entspringt an den Hängen des Crug Gynan in den Cambrian Mountains. Er fließt durch den Tywi Forest südwärts, wo er die Grenze zwischen Ceredigion und Powys bildet, bis er nach 10 km in das Llyn Brianne Reservoir mündet. Nach Verlassen des Reservoirs fließt der Fluss ein steiles Bergtal hinab. Kurz hinter Llandovery fließt der Llandovery Bran zu. Der Tywi fließt dann südwestlich nach Llandeilo und dann mit geringem Gefälle durch ein breites Trogtal, wo der Afon Dulas, Afon Cothi und zahlreiche weitere Bäche zufließen, weiter westwärts. Vor Carmarthen nimmt er bei Abergwili seinen größten Nebenfluss, den Afon Gwili, auf. Bis kurz vor Carmarthen machen sich die Gezeiten im Fluss bemerkbar. Der Tywi fließt jetzt südwestlich, bis er bei Llansteffan zusammen mit dem River Taf und dem Gwendraeth in die Carmarthen Bay mündet.
Der normale Wasserstand des Tywi bei Pothouse Wharf bei Carmarthen schwankt zwischen 2,65 und 6,12 m, der Höchstwasserstand wurde am 3. Januar 2014 gemessen und betrug 6,35 m.

## Umwelt
Der Großteil des Einzugsgebiets des Flusses ist ländlich geprägt, nur bei Llandovery, Llandeilo und Carmarthen fließt er durch städtische Regionen. Der 80 km lange Mittellauf zwischen Llandeilo und Carmarthen ist eine Special Area of Conservation. Der Tywi hat als Lebensraum für Fischotter, Welse, Bachneunaugen, Finten, Maifische und Lachse europäische Bedeutung.

## Wirtschaft und Verkehr
Das Llyn Brianne Reservoir wurde in den 1970 zur Wasserregulierung sowie zur Trinkwasserversorgung von Südostwales errichtet.
Der Tywi ist als Angelrevier für Lachse und Forellen bekannt.
Zu weiten Teilen führen die Fernstraße A40 sowie die Eisenbahnstrecke Heart of Wales Line entlang des Flusses. Zwischen der Mündung und Carmarthen führt keine Brücke mehr über den Fluss, so dass Carmarthen ein Verkehrsknotenpunkt für Südwestwales ist.

## Geschichte
Im Mittelalter bildete das Tal des Tywi, Ystrad Tywi, mit Dinefwr Castle das Kerngebiet des Fürstentums Deheubarth. Während ihres Versuchs der Eroberung von Wales errichteten die Normannen an der Stelle, bis zu der der Tywi für sie schiffbar war, Carmarthen Castle.